# Emiliano Zapata, Huitiupán
Emiliano Zapata är en ort i Mexiko.   Den ligger i kommunen Huitiupán och delstaten Chiapas, i den sydöstra delen av landet, 700 km öster om huvudstaden Mexico City. Emiliano Zapata ligger 691 meter över havet och antalet invånare är 562.
Terrängen runt Emiliano Zapata är bergig norrut, men söderut är den kuperad. Runt Emiliano Zapata är det ganska tätbefolkat, med 96 invånare per kvadratkilometer. Närmaste större samhälle är Simojovel de Allende, 6,0 km söder om Emiliano Zapata. Trakten runt Emiliano Zapata består till största delen av jordbruksmark.